# Presnitz
Le presnitz est un dessert typique de la région de Trieste en Italie, élaboré et apprécié depuis le temps où cette région appartenait à l'empire d'Autriche, devenu Empire austro-hongrois. Ce gâteau est à la pâte feuilletée roulée avec une garniture de noix, d'amandes, de pignons de pin, de figues, de prunes, d'abricots, de raisins secs, de chocolat râpé, de sucre, de cannelle, de clous de girofle et de rhum. Les ingrédients varient selon la fabrication artisanale.
Par certains aspects, le « presnitz » est semblable à la gubana et au strudel.
C'est une pâtisserie typique du temps pascal : sa forme circulaire en anneau rappelle la couronne d'épines du Christ.

## Histoire[1]
Pellegrino Artusi, dans son fameux manuel de cuisine, La Scienza in cucina e l'Arte di mangiar bene de 1891, le définit comme un « dolce di tedescheria » (dessert germanique) et en définit les origines austro-hongroises.
D'autres sources, à l'époque mussolinienne, préfèrent en faire une spécialité de Castagnevizza (aujourd'hui Kostanjevica); mais le dessert de cette localité slovène est préparé à partir de pâte sans levain, au lieu de la pâte feuilletée.
Il semble qu'il ait été préparé la première fois en 1832 en honneur de la visite de François Ier d'Autriche et de l'impératrice Caroline-Auguste à la ville de Trieste. Le gâteau, qui comportait toujours à l'origine l'inscription A.E.I.O.U., acronyme des Habsbourgs, reçoit le Preis Prinzessin (Prix Princesse), et selon la légende sa prononciation est estropiée par les Triestins en presnitz. En fait, l'origine du nom est issue du dialecte triestin d'origine slovène.
Parfois il est surnommé de manière erronée le « gâteau de Sissi » dans un but commercial, car la fameuse princesse Élisabeth de Bavière (future impératrice) est née cinq ans plus tard, en 1837.

## Étymologie
Son nom proviendrait en fait selon Le Grand Dictionnaire du dialecte triestin du mot presniz: « attesté aussi à Fiume, dans le dialecte bisiaque (région de Gorizia, anciennement Göritz), à Piran et à Koper (Capodistria) (nom proche de presnis). Du slovène presenec [pron. prèsenez], « fougasse pascale » (H. Schuchardt), diminutif de presen (kruh), « pain non levé » (d'où presen pour opresen). »